# جوش سوغس
جوش سوغس (بالإنجليزية: Josh Suggs)‏ (26 أبريل 1989 بلاس كروسيس في الولايات المتحدة - ) هو لاعب كرة قدم أمريكي في مركز الدفاع. لعب مع سان خوسيه إيرثكويكس وTampa Bay Rowdies ‏ ونادي كولورادو سبرينغس وOrange County SC ‏ وأتلانتا سيلفرباكس.

## وصلات خارجية
- جوش سوغس على موقع الدوري الأمريكي (الإنجليزية)
- جوش سوغس على موقع قاعدة بيانات كرة القدم.إي يو (الإنجليزية)
- جوش سوغس على موقع Soccerway.com (الإنجليزية)